# Mastacembelus flavidus
Espèce
Synonymes
Statut de conservation UICN

 LC  : Préoccupation mineure
Mastacembelus flavidus est une anguille épineuse de la famille des Mastacembelidae. C'est une espèce endémique du lac Tanganyika en Afrique.

## Taille
Cette « Masta » mesure une taille maximale adulte avoisinant les 27 centimètres.

## Maintenance en aquarium
Cette espèce est à maintenir de préférence en aquarium spécifique "Lac Tanganyika", donc si en sympatrie avec d'autres espèces, uniquement de provenance similaire.

### Caractéristique physico-chimique
Cette espèce devra être maintenu impérativement avec les caractéristiques physico-chimiques de l'eau se rapprochant le plus possible de :
- d'un pH compris entre 7,5 et 8,5 ;
- d'un dH compris entre 10 et 20 ;
- et une température relativement chaude comprise entre 24 °C et 28 °C.